# Franco Dal Farra
Franco Dal Farra (San Carlos de Bariloche, 16 luglio 2000) è un fondista e canottiere argentino.

## Biografia
È fratello del fondista Marco Dal Farra, che ha partecipato ai Giochi olimpici giovanili di Lillehammer 2016, mondiali del 2019. Sua madre Inés Alder e suo zio Guillermo Alder hanno preso parte alle Olimpiadi di Albertville 1992.
Il suo sport principale dal 2015 al 2018 è stato il canottaggio. Grazie ai suoi buoni risultati è stato convocato nella nazionale junior, con cui ai campionati sudamericani junior si è classificato secondo nella quattro di coppia. Nel 2018 è divenuto campione nazionale junior nel due di coppia.
In seguito si è dedicato allo sci di fondo. È allenato dal serbo Dejan Krsmanović.
Ha rappresentato l'Argentina ai Giochi olimpici invernali di Pechino 2022, sfilando come alfiere alla cerimonia d'apertura con Francesca Baruzzi. Ha gareggiato nello skiathlon in cui si è classificato 63º; si è piazzato e 86º nella 15 km e 74º nella sprint. Ai Mondiali di Planica 2023 è stato 80º nella 15 km, 46º nella 50 km, 65º nella sprint, 50º nell'inseguimento e 26º nella sprint a squadre e a quelli di Trondheim 2025 si è classificato 76º nella 10 km, 48º nella 50 km, 60º nella sprint e 61º nello skiathlon.